# گونه‌سپید
گونه‌سپید یا گونه‌سپری (نام علمی: Peltops) نام یک سرده از تیره زاغی‌های زنگوله‌ای است.

## گونه‌ها
- گونه‌سپید جلگه‌ای (Peltops blainvillii)
- گونه‌سپید کوهستان (Peltops montanus)